# Sedum rupicola
Sedum rupicola là một loài thực vật có hoa trong họ Crassulaceae. Loài này được G.N. Jones miêu tả khoa học đầu tiên năm 1931.